# Joe Horn (Volleyballspieler)
Josef „Joe“ Anton Horn (* 2. Dezember 1953 in Graz; † 14. April 2025) war ein österreichischer Volleyballspieler und Handballfunktionär.

## Karriere
Joe Horn war gebürtiger Grazer, wuchs jedoch in Trofaiach in der Obersteiermark auf und kam mit etwas über 20 Jahren als Junglehrer an die Hauptschule Kirchplatz in Bruck an der Mur. Dort war er als Lehrer in den Fächern Mathematik, Sport und Bildnerische Erziehung tätig. Gegenüber der Schule begann er in der Brucker Sporthalle beim UVC Bruck/Mur Volleyball auf Vereinsebene zu spielen. Bei den Bruckern avancierte der zu seiner aktiven Zeit 194 cm große und 105 kg schwere Horn rasch zu einem Leistungsträger. Als großes Talent mit idealen körperlichen Voraussetzungen stieg er mit dem UVC Bruck bald in die höchste österreichische Volleyballliga auf. Aufgrund seiner Leistungen schaffte er den Sprung in die Österreichische Volleyballnationalmannschaft, in der er der erste Steirer überhaupt war. Im Laufe seiner sportlichen Karriere kam der Lehrer auf 140 Länderspiele für Österreich – viele davon auch als Mannschaftskapitän – und wurde mitunter 1981 zum Volleyballer des Jahres gewählt. Von Bruck wechselte er bald zu einem der damaligen Topteams Österreichs, Tyrolia Wien, und wurde mit dem Team Anfang der 1980er Jahre mehrmals hintereinander österreichischer Meister.
Nach seiner aktiven Volleyballkarriere blieb er dem Österreichischen Volleyballverband (ÖVV) als Spitzensportreferent erhalten. 1989 nahm er die Obmannsfunktion beim damaligen HC Bruck/Mur an und führte die Brucker Handballer Anfang der 1990er Jahre zu zwei österreichischen Meistertiteln. Im Jahr 1997 schaffte er mit den Bruckern den Einzug ins Europacup-Viertelfinale. Der gebürtige Grazer galt zu dieser Zeit als „Vater des Brucker Handballwunders“ und bescherte der Stadt mit seiner Mannschaft zu dieser Zeit eine stets ausverkaufte Sporthalle. Horn, der auch einer der Mitbegründer der Handball Liga Austria (HLA) war, fungierte bis ins Jahr 2000 als Obmann des Vereins.
Bis in die frühen 2000er Jahre war Horn als Lehrer an der Hauptschule in Bruck tätig, bevor er im Jahr 2003 nach nahezu drei Jahrzehnten an der Schule ausschied und eine neue berufliche Laufbahn als Geschäftsführer eines Direktvertriebsunternehmens im Lungau einschlug. Daneben war er auch an einem weiteren Unternehmen in dieser Sparte beteiligt. Parallel zu seiner beruflichen Laufbahn trat der Geschäftsführer der CosmoTerra Ernährungsberatungs GmbH auch als Sänger der 2006 gegründeten Lungauer Crossover- bzw. Rockband The Mosehammers in Erscheinung  und war auch als Maler tätig. Als solcher war er bereits seit Jahrzehnten neben seiner pädagogischen Tätigkeit aktiv und stellte seine Werke regelmäßig aus. Sein Lebensmittelpunkt lag über Jahrzehnte hinweg vor allem in Pernegg, daneben lebte er auch in Mariapfarr. Horn, der zeitlebens zahlreiche Auszeichnungen von Bund, Land und Stadt Bruck an der Mur verliehen bekommen hatte, galt zudem als einer der Mitgründer des erstmals im Jahr 1991 ausgetragenen Brucker Stadtfestes.